# Ferrari 250 MM
La Ferrari 250 MM est une automobile de course développée par le constructeur italien Ferrari. Le premier modèle est réalisé en collaboration avec le carrossier turinois Pininfarina ; Ferrari le dénomme MM pour « Mille Miglia » en l'honneur de la victoire réalisée sur le circuit des Mille Milles en 1952.

## Palmarès
- SCCA National Pebble Beach 1953;
- Circuit de Porto 1953;
- Grand Prix de Monza 1953;
- 10 Heures de Messine 1953 (2e en 1954);
- Circuit de Monsanto 1953;
- Circuit de la région de Calabre 1953;
- Santa Barbara Trophy 1953;
- Coupe d'or de Sicile 1953;
- Grand Prix de Bahia 1954;
- 500 kilomètres de Rafaela 1954;
- 500 miles de Rafaela 1954 et 1955;
- Grand Prix de Tangier 1954;
- Mil Milhas do IV Centenário 1954 (Interlagos);
- Course féminine de Gainesville 1956 et 1957.